# Presente abituale
Il presente semplice, detto anche present simple o simple present, è una delle forme verbali del presente nell'inglese moderno. 
Il termine simple (semplice) deriva dal fatto che la sua forma base è costituita da un'unica parola (ad esempio: write o writes), contrariamente ad altre forme del presente, come il present continuous (is writing) o il present perfect (has written).

## Formazione
Per quasi tutti i verbi inglesi, il present simple è uguale alla forma base del verbo  (che si forma prendendo l'infinito di un verbo e togliendo la particella to), ad eccezione della terza persona singolare (he, she e it) a cui va aggiunta la "s" (writes).
Esistono tuttavia dei verbi irregolari ma questo non riguarda mai il simple present. La sola eccezione è fatta dal present simple del verbo to be (essere), che ha tre forme (am, are, is). Il present simple del verbo to be per altro è estremamente importante in quanto utilizzato anche nel present continuous e nel future continuous (I AM reading pres. cont. / I AM going to read future continuous).
Il present simple viene usato principalmente per riferirsi ad azioni o eventi che si verificano con regolarità o con una certa frequenza, se preceduto da delle espressioni di tempo. (ad es.: I always take a shower; You never go to the cinema; He dances very well).

### La terza persona singolare
Come si accennava in precedenza, declinare il present simple alla terza persona singolare (he, she e it), come regola generale, si aggiunge la "s" alla forma base del verbo.
Ci sono tuttavia delle eccezioni. Se il verbo termina per:
- -s, -ss, -ch, -sh, -x, -z e -o → si aggiunge "es"
  - kiss/kisses;
  - watch/watches;
  - wish/wishes;
  - mix/mixes;
  - buzz/buzzes;
  - do/does.
- -y preceduta da una consonante → la "y" si toglie e si aggiunge "ies"
  - fly/flies;
  - empty/empties;
  - study/studies.
- -y preceduta da una vocale → la "y" rimane e si aggiunge "s"
  - play/plays.

### Forma affermativa
Prendiamo, ad esempio il verbo to work (lavorare, funzionare). Seguendo le regole di cui si è parlato, il present simple sarà:
I work 
You work 
He/She/It works
We work
You work
They work

### Forma negativa
Per formare frasi di negazione del presente semplice, bisognerà aggiungere l'ausiliare do, seguito da not e poi mettere il verbo nella sua forma base:
I do not work - I don't work
You do not work - You don't work
He/She/It does not work - He/She/It doesn't work
We do not work - We don't work
You do not work - You don't work
They do not work - They don't work

### Forma interrogativa
L'ausiliare do è utilizzato anche per la forma interrogativa del simple present.
La costruzione è la seguente: do + soggetto + forma base del verbo.
Do I work?
Do you work?
Does He/She/It work?
Do we work?
Do you work?
Do they work?

### Risposte brevi
Quando ci viene posta una domanda al simple present (come ad esempio quelle del sottoparagrafo precedente), non è sufficiente rispondere con un semplice yes o no, per come si fa in italiano. Bisognerà far seguire l'ausiliare al nostro "si" o al nostro "no".
Do I work? → Yes, I do - No, I don't
Do you work? → Yes, you do - No, you don't 
Does he/she/it work? → Yes, he/she/it does - No, he/she/it doesn't
Do we work? → Yes, we do - No, we don't
Do you work? → Yes, you do - No, you don't
Do they work? → Yes, they do - No, they don't
Nota bene: Dire "yes, I work" o "no, I don't work" è sbagliato ed è considerato un errore.

## Utilizzo
In generale, quindi, il present simple, si usa per indicare azioni abituali, frequenti e permanenti.
Gli altri casi in cui si usa sono:
- per esprimere pensieri, sentimenti e sensazioni (She thinks that you're a bad person; We love you; They feel sleepy);
- per descrivere cose che succedono sempre o mai (It never snows in May);
- per affermare verità generali (Computers make life easier);
- per descrivere una situazione a lungo termine e non temporanea che includa il presente (I live in Italy; He dances very well);
- quando si parla di orari (The bank opens at nine o'clock).

Non si usa:
- per descrivere azioni che stanno avvenendo nel momento in cui si parla o si scrive;
- per riferirsi a piani futuri o ad accordi;
- quando si fa un'offerta, una promessa o una minaccia;
- nelle narrazioni storiche.